# 1610-е

## Догађаји и трендови
- 1610. — Анри IV, први краљ Француске из бурбонске династије убијен у атентату.
- 1610. — с девет година Луј XIII постаје краљем Француске.
- 1610. — рођен свети Василије Острошки, епископ захумски и скендеријски.
- 1611. — умро Хенри Хадсон, енглески истраживач и поморац.
- 1613. — Смутна времена у Русији завршавају доласком династије Романов на власт, која је владала до 1917.
- 1615. — Могулско царство додељује права трговања Британској источноиндијској компанији.
- 1616. — посљедњи Маври су протјерани из Шпаније.
- 1617. — умрла Покахонтас, индијанска принцеза.
- 1618. — започео је Тридесетогодишњи рат, који ће опустошити Централну Европу.
- 1618. — Манџурци почињу с инвазијом Кине.

## Наука
- 1610. — италијански астроном и математичар Галилео Галилеј је открио Јупитерове месеце Ио, Европу, Ганимед и Калисто.
- 1610. — умро Мавро Орбин, дубровачки бенедиктински монах и историчар 16. вијека, који је постао славан захваљујући свом чувеном делу IL REGNO DE GLI SLAVI (Краљевство Словена).
- 1610. — умро Лудолф ван Цојлен, холандски математичар нјемачког поријекла.
- 1611. — рођен Евлија Челебија, отомански путописац и историчар.
- 1617. — умро Фауст Вранчић, хрватски полихистор, лингвист, проналазач, дипломат, инжењер.

## Култура
- 1610. — умро Микеланђело Меризи, италијански сликар, који се сматра првим великаном барокног сликарства у свијету.
- 1613. — рођен Динко Златарић, дубровачки ренесансни пјесник и преводилац.
- 1614. — умро Ел Греко, сликар, вајар и архитекта шпанске ренесансе.
- 1616. — умро Мигел де Сервантес Сааведра, шпански пјесник, драматург и прозни писац. Сматра се једном од највећих фигура шпанске књижевности.
- 1616. — умро Вилијам Шекспир, енглески писац.
- 1618. — рођен Бартоломео Естебан Перез Муриљо, шпански барокни сликар.

### Архитектура
- 1612. — рођен Луј ле Во, француски архитекта.